# Бланш Ланкастърска
Бланш Ланкастърска, херцогиня на Ланкастър (родена на 25 март 1345 г. в Ланкастър, починала на 12 септември 1368 г. в Стафордшир) е английска аристократка и наследница, дъщеря на най-богатия и могъщ пер по това време Хенри Гросмънт, херцог на Ланкастър. Съпруга на Джон Гонт и майка на английския крал Хенри IV.

## Произход
Родена на 25 март 1345 г., а според някои източници през 1347 г. По-малка дъщеря на Хенри Гросмънт, първи херцог на Ланкастър, и съпругата му Изабел дьо Бомон. Бланш и по-голямата ѝ сестра Матилда (Мод), графиня на Лестър и съпруга на Вилхелм V, граф на Ено, са родени в замъка Болингбрук в Ланкастър.

## Брак
На 19 май 1359 г. в Редингското абатство Бланш се омъжва за Джон Гонт, трети син на крал Едуард III и кралица Филипа дьо Ено. На сватбата пристъства цялото кралско семейство и Бланш получава скъпи бижута като подарък от свекъра си.
Титлата херцог на Ланкастър отпада през 1361 г. със смъртта на Хенри Гросмон, който не остава мъжки наследници. Чрез брака си с Бланш Джон Гонт получава титлите граф на Ланкастър, граф на Дарби, граф на Линкълн и граф на Лестър (въпреки че получава тези титли едва след смъртта на балдъзата си Матилда през 1362 г.). Графството на Ланкастър впоследствие е създадено отново и титлата е дадена на Джон Гонт.
Бракът на Бланш с Гонт се счита за преминал в разбирателство и любов. След смъртта си, Гонт избира да бъде погребан до Бланш, въпреки че се жени още два пъти. Двамата имат общо седем деца, от които само три достигат зряла възраст.

## Смърт
Бланш Ланкастърска умира в замъка Тътбъри в Стафордшир на 12 септември 1368 г., докато съпругът ѝ е в чужбина. , на 23- или на 22-годишна възраст.  Погребението ѝ в старата катедрала „Св. Павел“ в Лондон е предхождано от кортеж, в който взимат участие повечето аристократи и духовници. До края на живота си Джон Гонт прави ежегодна панихида в нейна чест.
През 1373 г. Жан Фроасар пише поемата Le Joli Buisson de Jonece, посветена на Бланш и Филипа дьо Ено, майката на Гонт. Предполага се, че за една от панихидите младият дворцов поет Джефри Чосър пише Книга за херцогинята (вж. по-долу). Някои изследователи предполагат, че една от целите на Чосър е да покаже на Гонт, че скръбта му е прекомерна и да го подтикне да си намери нова съпруга.
През 1374 г. Гонт поръчва гробница с двоен саркофаг за него и Бланш в старата катедрала „Св. Павел“. Гробницата е завършена пред 1380 г. и струва 592 лири. Върху капака на саркофага са легналите статуи на Бланш и Гонт с хванати ръце. Между 1399 и 1403 г. към гробницата е построен и семеен параклис.

## Наследници
Бланш Ланкастърска и Джон Гонт имат седем деца:
- Филипа (31 март 1360 – 19 юли 1415). Кралица на Португалия чрез брака си с Жуау I.
- Джон (ок. 1362/1364) – умира като бебе.
- Елизабет, херцогиня на Ексетър (21 февруари 1364 – 24 ноември 1426). Съпруга първо на Джон Хастингс, 3-ти граф на Пемброк, после на Джон Холанд, 1-ви херцог на Ексетър и на Джон Корнуол, 1-ви барон Фанхоуп.
- Едуард (1365 – 1365).
- Джон (4 май 1366) – умира като бебе.
- Хенри IV (3 април 1367 – 20 март 1413) – крал на Англия (1399 – 1413).
- Изабела (р.1368). Умира като дете.

## Книга за херцогинята
Джефри Чосър приема поръчка от Гонт да напише посмъртно поема за Бланш, която озаглавява Книга за херцогинята (The Book of the Duchess). В поемата поетът среща в гората облечен вечерно рицар (Джон Гонт), който тъгува за загубата на любимата си.